# Aphis smirnovi
Aphis smirnovi är en insektsart. Aphis smirnovi ingår i släktet Aphis och familjen långrörsbladlöss. Inga underarter finns listade i Catalogue of Life.